# NGC 7479
NGC 7479 је спирална галаксија у сазвежђу Пегаз која се налази на NGC листи објеката дубоког неба.
Деклинација објекта је + 12° 19' 20" а ректасцензија 23h 4m 56,7s. Привидна величина (магнитуда) објекта NGC 7479 износи 10,9 а фотографска магнитуда 11,6. Налази се на удаљености од 32,4000 милиона парсека од Сунца. NGC 7479 је још познат и под ознакама UGC 12343, MCG 2-58-60, CGCG 430-58, IRAS 23024+1203, KARA 1004, KUG 2302+120, PGC 70419.